# National Trophy Series 2015-2016
De National Trophy Series 2015-2016 was een wedstrijdenserie in het veldrijden. De competitie ging van start op 11 oktober 2015 en eindigde op 17 januari 2016. De Series telde zes veldritten, allemaal gereden in het Verenigd Koninkrijk. Ian Field won vijf van de zes races en het eindklassement.

## Mannen elite

### Kalender en podia
| Datum      | Locatie       | Cat. | Winnaar      | Tweede           | Derde         | Leider in het klassement |  |
| ---------- | ------------- | ---- | ------------ | ---------------- | ------------- | ------------------------ |  |
| 11/10/2015 | Southampton   |      | Ian Field    | Graham Briggs    | Jack Clarkson | Ian Field                |  |
| 25/10/2015 | Derby         |      | Ian Field    | Angelo De Clercq | Graham Briggs | Ian Field                |  |
| 08/11/2015 | Durham        |      | Ian Field    | David Fletcher   | Nick Craig    | Ian Field                |  |
| 29/11/2015 | Ipswich       |      | Ian Field    | Ian Bibby        | Paul Oldham   | Ian Field                |  |
| 13/12/2015 | Bradford      |      | Ian Field    | David Fletcher   | Ian Bibby     | Ian Field                |  |
| 17/01/2016 | Milton Keynes |      | Liam Killeen | Matthieu Buolo   | Dave Fletcher | Ian Field                |  |

Kampioenschappen:  Wereldkampioenschappen · 
 Europese kampioenschappen · 
 Belgische kampioenschappen · 
 Nederlandse kampioenschappen
Klassementen:  Wereldbeker · 
 Superprestige · 
 Bpost bank trofee · 
 EKZ CrossTour · 
 TOI TOI Cup · 
 Coupe de France
 National Trophy Series · 
 Giro d'Italia Ciclocross
Overig:  Soudal Classics
2005-2006 · 
2006-2007 · 
2007-2008 · 
2008-2009 · 
2009-2010 · 
2010-2011 · 
2011-2012 · 
2012-2013 · 
2013-2014 · 
2014-2015 · 
2015-2016 · 
2016-2017 · 
2017-2018 · 
2018-2019 ·
2019-2020 ·
2020-2021 · 2021-2022  · 2022-2023 · 2023-2024 · 2024-2025